# 比基尼洗車

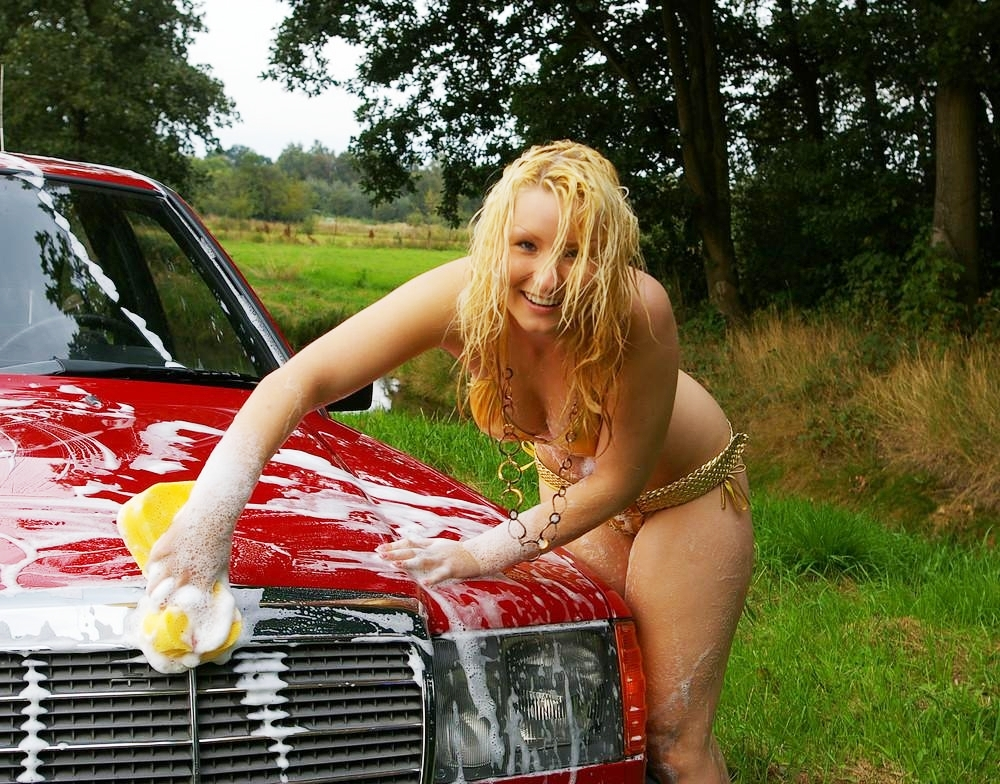
比基尼洗車

比基尼洗車（英語：Bikini car wash）是一項暑期活動，常由體育協會（如Roller derby）、慈善機構或青少年團體所發起的籌款活動；主要是讓身穿比基尼的美麗女性幫客人洗車。如2017年1月，位於澳大利亞的老悉尼酒店（The Old Sydney Hotel）就為了幫兒童醫院和研究中心基金會籌集資金，而舉行了一天的比基尼洗車活動。
有些洗車店業者也會利用比基尼洗車來吸引、娛樂客人。根據負責的組織以及當地法律，比基尼洗車通常需要額外收費。

## 相關
- 《比基尼洗車場（英语：The Bikini Carwash Company）》